# SK Horácká Slavia Třebíč
Der SK Horácká Slavia Třebíč ist ein tschechischer Eishockeyclub aus Třebíč. Seit 1997 nimmt die erste Mannschaft des Vereins am Spielbetrieb der zweitklassigen 1. Liga teil.

## Geschichte

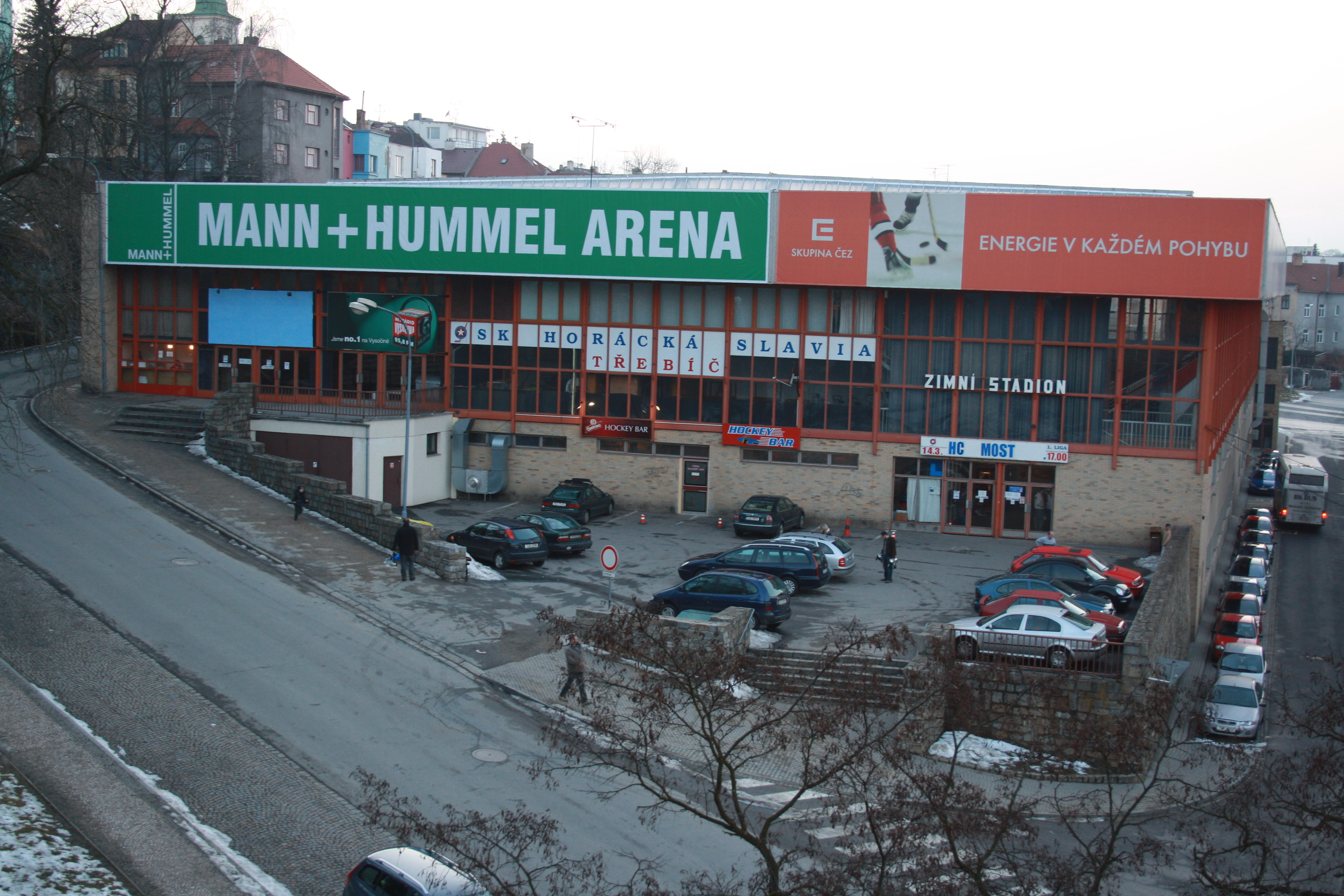
Die Spielstätte des Vereins, die Mann+Hummel Arena

Der Verein wurde am 15. Dezember 1928 als Horácká Slavia gegründet und gehört damit zu den ältesten Eishockeyvereinen auf dem Gebiet der ehemaligen Tschechoslowakei. 1954 fusionierte der Verein mit DSK Třebíč zu Spartak Třebíč, bevor ab 1969 verschiedene Kombinate der Region Namensgeber des Vereins wurden. 1957 gewann die Mannschaft die Qualifikation zur 2. Liga und gehörte dieser Liga in den folgenden Jahren an. 1969 folgte der Abstieg in die dritte Spielklasse, die regional ausgetragen wurde. 1973 wurde eine neue dritte Spielklasse geschaffen, die 2. tschechische Staatsliga. An dieser nahm der Verein als ZMS Třebíč beziehungsweise als zweite Mannschaft von Zetor Brno bis Ende der 1970er Jahre teil. In den folgenden Jahren nahm er nur noch an der regionalen Meisterschaft teil, bevor 1984 der Wiederaufstieg in die 2. Staatsliga gelang. 1986 erfolgte jedoch der Wiederabstieg in die regionale Meisterschaft. Anfang der 1990er Jahre nahm der Verein, der 1990 zu seinem Originalnamen zurückgekehrt war, wieder an der dritten Spielklasse teil und verpasste 1995 und 1996 den Aufstieg in die 1. Liga. Erst 1997 gelang der Mannschaft zusammen mit dem HC Znojmo der Aufstieg in die zweite Spielklasse, in der diese seither spielt. Seither konnte zwei Mal der zweite Platz in der Liga und zweimal das Playoff-Halbfinale erreicht werden.

## Bekannte ehemalige Spieler
| - Patrik Eliáš Spieler der New Jersey Devils, stammt aus Třebíč und spielte als Jugendlicher für den SK Horácká Slavia - Martin Erat Spieler der Nashville Predators, stammt aus Třebíč und spielte als Jugendlicher für den SK Horácká Slavia - Brendan Morrison - Vladimír Sobotka - Michal Mikeska - Leoš Čermák - Roman Erat - Pavel Kubiš | - Ondřej Němec - Vladimír Bouzek - Miroslav Ošmera - Karel Čapek - Libor Havlíček - Oldřich Válek |

## Erfolge
- Meister der 2. Liga: 1995, 1996, 1997